# КУД „Миленко Стојковић” Кличевац
КУД „Миленко Стојковић” је културно-уметничко друштво основано, под садашњим називом, 1946. године у Кличевцу, насељеном месту на територији града Пожаревца.
У име месне заједнице Кличевац, која је званични организатор републичке Смотре фолклорних ансабала Србије у Кличевцу, већ 25 годинa успешно обавља све послове око одржавања саме смотре.
КУД је награђиван више пута, како у земљи, тако и у иностранству.

## Историјат
Први почеци културно-уметничког рада се појављују још 1896. године, када је почело са радом „Kличевачко прво сељачко певачко друштво”, чији је оснивач био Димитрије Ђорђевић, трговац, диригент и благајник. Друштво је наступало на верским и другим празницима, али је организовало и сеоске приредбе.
Од поновног оснивања, 1946. године, друштво кроз драмску, фолклорну, музичку, литералну, али и друге секције, даје велики допринос у очувању и неговању народног и културног стваралаштва, био и остао носилац друштвеног и културног уметничког живота мештана Kличевца. 

## Активности КУД-а
КУД броји око сто чланова, који су подељени у четири секције: 
- први дечији ансамбл од 3,5 до 7 година,
- други дечији ансамбл од 7 до 15 година,
- први (извођачки) ансамбл,
- ветерани и симпатизери КУД-а.

Све секције су биле учесници више турнеја, такмичења и смотри широм Европе, од Словачке, Бугарске, Чешке, Шпаније, до Грчке, Португалије, Холандије, Македоније, Турске, Аустрије...
Посебно се истиче учествовање, 2017. и 2019. године, на Интернационалним фестивалима фолклора (40 Festival Folklorico Internacional de Extremadura) од 10. до 16. јула и Португалији (Festival Internacional de Folclore – Cidade de Ponte de Sor) oд 16. дo 21. јула, оба у организацији CIOFF-a, где су разноликим кореографијама и песмама, на чак 20 концерата, поносно представили село Кличевац, град Пожаревац и Србију. Исто тако, били су 2021. године, учесници „V INTERKULTURALNOG FESTIVALA GRAN CANARIA“, када су подијум делили са ансамблима из Кине, Пољске, Бугарске, Аргентине и Мексика.
У Србији, свој рад промовисали су на „Адамовим данима” у Копривница, „Сусретима фолклора” у Кузмину, „Петровданском сабору” у Бадњевцу, „Марковим данима” у Валакоње – Буково, смотри „Песмом и игром кроз Поморавље” у Мајуру, „3. Илиндански сабор” у Дубокој, „Сусретима ветерана” у Шимановцима, „Данима Дунава” у Голубцу, „Сабору народног стваралаштва” у Горњем Милановцу, на Националном такмичењу фолклорних ансамбала из Србије „BELGRADE AWARD” у Коларчевој задужбини и многим другим турнејама, хуманитарним концертима и манифестацијама народног стваралаштва чији смо били део као домаћини или као такмичари.
Били су учесници више телевизијских емисија од емисије „Знање имање”, 1987. године, до „Шаренице”, 2021. године. 
У склопу обележавања годишњице оснивања КУД-а, 2016. године, из сопствених средстава снимљен је документарни филм о КУД-у, у продукцији медијске куће Радио Браво и јубилеј прославили свечаном вечером у присуству више од 150 гостију. 